# Katholische Privat-Universität Linz
Die Katholische Privat-Universität Linz (KU Linz) ist eine der vier Universitäten in Linz. An ihr werden theologische, kunstwissenschaftliche und philosophische Studien betrieben.

## Geschichte

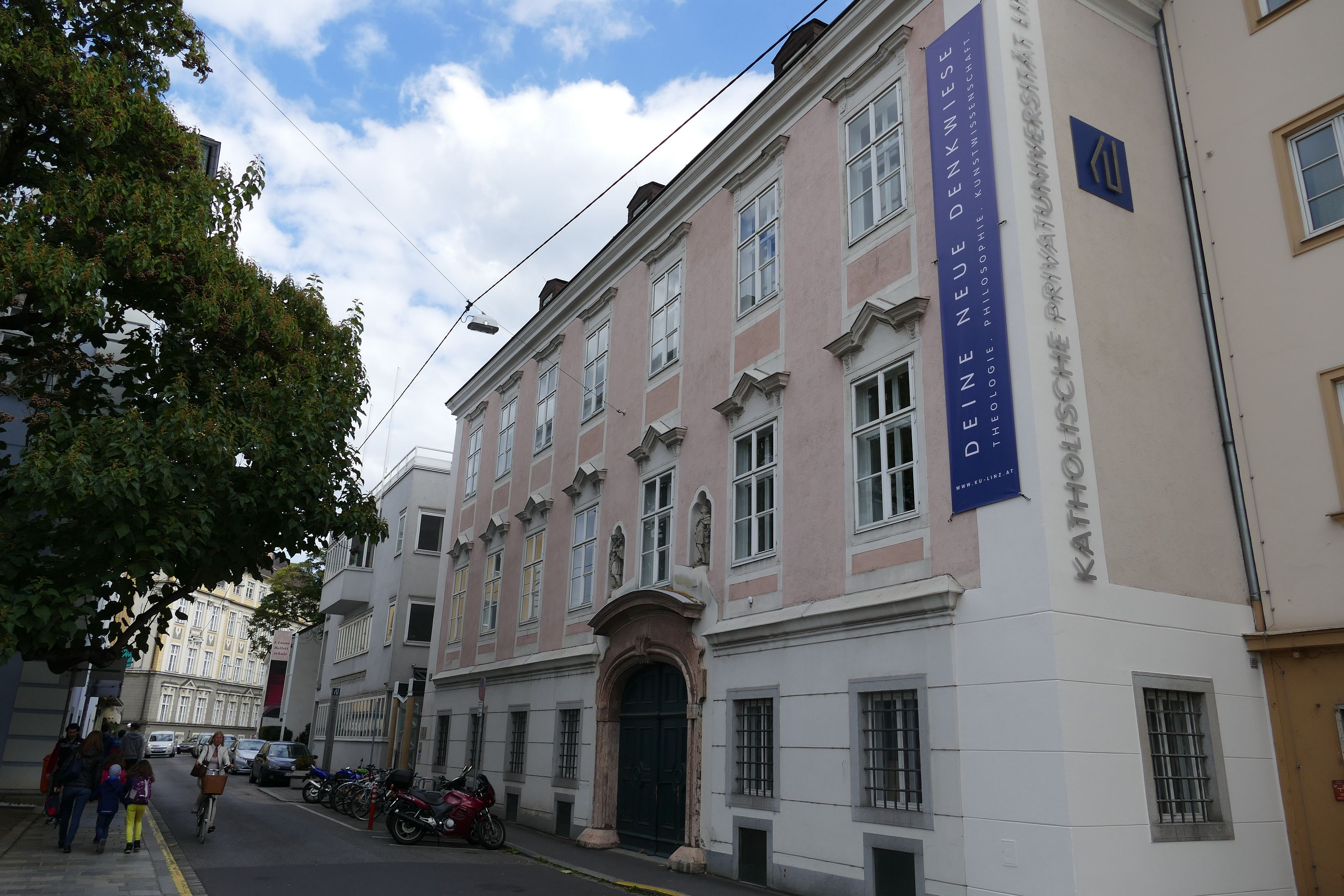
Gebäude der KU Linz in der Bethlehemstraße

Historisch betrachtet ist die Katholische Privat-Universität Linz die älteste der „Hohen Schulen“ von Linz. Seit 1672 wird hier Theologie betrieben. 1971 wurde die ehemalige Philosophisch-Theologische Lehranstalt Linz zur „Philosophisch-Theologischen Hochschule der Diözese Linz“ ernannt und 1978 durch die Kongregation für das katholische Bildungswesen zunächst ad experimentum, 1988 definitiv in den Rang einer Theologischen Fakultät erhoben. Als „Katholisch-Theologische Hochschule Linz / Theologische Fakultät“ (KTHL) ist sie damit berechtigt, akademische Grade zu verleihen, die auf der Grundlage des Österreichisches Konkordat von 1933 auch staatsrechtlich anerkannt sind. Das Bundesministerium für Unterricht und Kunst hat mit Schreiben vom 22. Mai 1979 und vom 18. September 1979 diese Gesetzeslage bestätigt.
2000 wurde die Katholisch-Theologische Hochschule Linz als erste Privatuniversität Österreichs akkreditiert. Das Fakultätskollegium beschloss bereits vorab in seiner außerordentlichen Sitzung am 27. Oktober 1999, nach erfolgter Akkreditierung den Namen in „Katholisch-Theologische Privatuniversität Linz“ (KTU Linz) abzuändern.
Anlässlich des 10. Jahrestages der Seligsprechung von Franz Jägerstätter wurde am 25. Oktober 2017 an der Universität das Franz und Franziska Jägerstätter Institut gegründet. Das Institut soll sich vertiefend mit den Biografien von Franz und Franziska Jägerstätter befassen, weitere Schwerpunkte sollen die Erforschung noch nicht bekannten Zeugen des Widerstands, die Friedensarbeit und die theologisch-ethische Diskussion über Zivilcourage und Gewissensentscheidungen sein.

## Fakultäten und Institute

### Fakultät für Theologie
- Institut für Bibelwissenschaft des Alten und Neuen Testaments
- Institut für Christliche Sozialwissenschaften
- Institut für Fundamentaltheologie und Dogmatik
- Institut für Katechetik, Pädagogik und Religionspädagogik
- Institut für Kirchengeschichte und Patrologie
- Institut für Kirchenrecht
- Institut für Liturgiewissenschaft und Sakramententheologie
- Institut für Moraltheologie
- Institut für Pastoraltheologie

### Fakultät für Philosophie und für Kunstwissenschaft

#### Fachbereich Philosophie
- Institut für Praktische Philosophie/Ethik
- Institut für Theoretische Philosophie
- Institut für Geschichte der Philosophie

#### Fachbereich Kunstwissenschaft
- Institut für Geschichte und Theorie der Kunst
- Institut für Geschichte und Theorie der Architektur
- Institut für Kunst in gegenwärtigen Kontexten und Medien

## Studiengänge
Theologie
- Bachelorstudium Grundlagen des christlichen Glaubens
- Masterstudium Religion in Kultur und Gesellschaft
- Diplomstudium Katholische Theologie
- Lizentiatsstudium Katholische Theologie
- Doktoratsstudium Katholische Theologie
- PhD-Doktoratsstudium Advanced Theological Studies

Philosophie
- Bachelorstudium Kunstwissenschaft – Philosophie
- Masterstudium Kunstwissenschaft und Philosophie (Mögliche Akzentuierung: Kunstgeschichte oder Kunstvermittlung)
- Masterstudium Philosophie
- Doktoratsstudium Kunstwissenschaft und Philosophie

Kunstwissenschaft
- Bachelorstudium Kunstwissenschaft – Philosophie
- Masterstudium Kunstwissenschaft und Philosophie (Mögliche Akzentuierung: Kunstgeschichte oder Kunstvermittlung)
- Masterstudium Kunstwissenschaft (Mögliche Schwerpunktsetzung: Kunst und Theorie, Kunst und Religion, Kunst und Gesellschaft)
- Doktoratsstudium Kunstwissenschaft und Philosophie

Kooperationen
- Bachelorstudium Kulturwissenschaften (Kooperation mit Kunstuniversität Linz, Johannes Kepler Universität, Katholische Privat-Universität Linz und Anton Bruckner Privatuniversität)
- Bachelor- und Masterstudium Lehramt Sekundarstufe (Allgemeinbildung): 
  - Angebot von Lehrveranstaltungen aus folgenden Unterrichtsfächern:
    - Katholische Religion (in Kooperation mit der Privaten Pädagogischen Hochschule der Diözese Linz)
    - Spezialisierung Schule und Religion (in Kooperation mit der Privaten Pädagogischen Hochschule der Diözese Linz)
    - Psychologie und Philosophie (in Kooperation mit der Johannes Kepler Universität, der Privaten Pädagogischen Hochschule der Diözese Linz und der Pädagogischen Hochschule Oberösterreich)
    - Ethik (in Kooperation mit der Johannes Kepler Universität, der Privaten Pädagogischen Hochschule der Diözese Linz und der Pädagogischen Hochschule Oberösterreich)

## Rektoren
- bis 1978: Rudolf Zinnhobler[4]
- 1978–1980: Wilhelm Zauner
- 1980–1984: Johannes Singer
- 1984–1986: Günter Rombold
- 1986–1988: Ulrich Leinsle OPraem
- 1988–1990: Johannes Singer
- 1990–1992: Walter Raberger
- 1992–1994: Alfons Riedl
- 1994–1996: Matthias Scharer[5]
- 1996–1998: Hanjo Sauer
- 1998–2002: Severin Lederhilger OPraem
- 2002–2006: Ilse Kögler
- 2007–2010: Michael Rosenberger
- 2010–2014: Ewald Volgger OT
- 2014–2020: Franz Gruber[6]
- Juli 2020 bis 30. September 2024: Christoph Niemand[6]
- ab 1. Oktober 2024: Michael Fuchs[7]

## Bekannte Lehrende
→ siehe: Hochschullehrer der Katholischen Privat-Universität Linz

## Bekannte Studenten/Absolventen (Auswahl)
- Alois Birklbauer (* 1965), österreichischer Jurist und Professor an der Johannes-Kepler-Universität (JKU) Linz
- Eva Fischer (1951–2023), österreichische Autorin
- Helmut Frodl (* 1957), Regisseur und Filmproduzent
- Konrad Huber (* 1965), österreichischer Theologe
- Oliver Jörg (* 1972), deutscher Politiker
- Stefan Kaineder (* 1985), österreichischer Politiker (Die Grünen)
- Ikarus Kaiser (* 1978), österreichischer Musikwissenschaftler und Komponist
- Edeltraud Koller  (* 1970), österreichische Theologin
- Monika Leisch-Kiesl (* 1960), österreichische Kunsthistorikerin
- Sibylle Trawöger (* 1983), österreichische Theologin